# Viauville
Pour les articles homonymes, voir Viau.
Viauville est un quartier de Montréal selon les plans d'urbanisme pensés par Charles-Théodore Viau et la ville de Maisonneuve. Incorporé à cette dernière municipalité, Viauville n'obtient jamais le statut de municipalité.
Viauville évoque le souvenir de Charles-Théodore Viau, bienfaiteur de la paroisse Saint-Clément et fondateur de la biscuiterie Viau.
Viauville n'a pas d'existence autre que sa paroisse en ce sens que le territoire n'a jamais été reconnu comme une ville par le gouvernement du Québec. La paroisse Saint-Clément de Viauville est érigée canoniquement (c'est-à-dire qu'elle existe officiellement) le 14 mai 1898.
Le quartier est intégré à l'arrondissement Mercier–Hochelaga-Maisonneuve dont il constitue un quartier informel.

## Dates importantes
- 1867 - Fondation de la biscuiterie Viau
- 1898 - Ouverture des registres de la paroisse Saint-Clément.
- 1899 - Inauguration de l'église Saint-Clément.
- Culinar acquiert la biscuiterie Viau (Whippet)

- Culinar vend la biscuiterie Viau au Groupe Saputo.
- 2001 - Le Groupe Saputo vend la biscuiterie Viau à la compagnie Dare Foods de Kitchener (Ontario).
- 2003 - Fermeture de la biscuiterie Viau.
- 2007 - Transformation du bâtiment en habitation en copropriété